# Karl Teppe
Karl Teppe (* 24. Februar 1943 in Wuppertal; † 23. August 2012 in Nottuln) war ein deutscher Historiker und Kulturdezernent des Landschaftsverbandes Westfalen-Lippe (LWL).
Teppe wurde 1974 an der Ruhr-Universität Bochum promoviert und war danach wissenschaftlicher Assistent. Seit 1979 war er wissenschaftlicher Referent im damaligen Provinzialinstitut für westfälische Landes- und Volksforschung und wurde später wissenschaftlicher Direktor des heutigen LWL-Instituts für westfälische Regionalgeschichte in Münster.
Teppe hatte an der Westfälischen Wilhelms-Universität Münster eine Honorarprofessur für Neuere und Neueste Geschichte sowie westfälische Landesgeschichte inne. Er war geschäftsführendes Präsidialmitglied der Freiherr-vom-Stein-Gesellschaft, Mitglied der Historischen Kommission für Westfalen und Vorstandsvorsitzender der Gesellschaft für westfälische Kulturarbeit.

## Schriften (Auswahl)
- Provinz, Partei, Staat. Zur provinziellen Selbstverwaltung im 3. Reich, untersucht am Beispiel Westfalens. Aschendorff, Münster 1977.
- (Hrsg.) Selbstverwaltungsprinzip und Herrschaftsordnung. Bilanz und Perspektiven landschaftlicher Selbstverwaltung in Westfalen. Aschendorff, Münster 1987.
- (Hrsg. mit Michael Epkenhans) Westfalen und Preußen. Integration und Regionalismus. Schöningh, Paderborn 1991.
- (Hrsg. mit Eberhard Laux) Der neuzeitliche Staat und seine Verwaltung. Beiträge zur Entwicklungsgeschichte seit 1700. Steiner, Stuttgart 1998.